# Martine St-Clair
Martine Saint-Clair (née Martine Nault le 22 juillet 1962 à Montréal), est une chanteuse québécoise.

## Biographie
Pendant qu'elle fait des études en techniques infirmières à Montréal et qu'elle participe à la grande finale de Cégeps en spectacle en y interprétant Le monde est stone dont elle sort gagnante, elle est découverte par Luc Plamondon qui se trouve dans la salle. Elle commence sa carrière en 1980 dans la première version québécoise de la comédie musicale Starmania de Luc Plamondon et Michel Berger. Elle y tient le rôle de Cristal. La chanson Monopolis devient alors le premier succès de la jeune chanteuse. Un album de l'opéra-rock est lancé et inclut ce premier succès de St-Clair. Sans même avoir sorti d'album, la jeune St-Clair se mérite l'important Félix de la révélation de l'année au Gala de l'ADISQ en 1981. Toujours en 1981, elle fait la rencontre de Gilbert Bécaud et enregistre avec lui en France le duo L'Amour est mort, qui devient son premier no 1 au Québec. Prise sous les ailes protectrices de Luc Plamondon, ce dernier écrit tous les textes de son premier album, Cœur ordinateur, qui sort à la fin de 1982 et comprend cinq succès :
- Pleure ma p'tite sœur (Paroles : Luc Plamondon Musique : Angelo Finaldi)
- Le Fils de Superman (Luc Plamondon, Germain Gauthier)
- Un homme sentimental (Luc Plamondon, Germain Gauthier)
- Laisse tomber (Luc Plamondon, Angelo Finaldi)
- Oublie-moi (Luc Plamondon, Angelo Finaldi)

En 1984 sort son deuxième album, Il y a de l'amour dans l'air (chanson repris de la chanteuse Bruna Giraldi), qui connait un grand succès, sept extraits se retrouvant dans les premières positions du palmarès québécois. La pièce titre Il y a de l'amour dans l'air est restée neuf semaines en tête du palmarès, On va s'aimer (chanson reprise de Gilbert Montagné) y est restée six semaines. Les autres succès de l'album sont Je l'aime (duo avec Nicole Martin), Je vis pour la vie, Simplement, Place au soleil, ainsi que Une grande histoire d'amour. Elle participe à la Fondation Québec-Afrique en 1985 en chantant dans le projet collectif « Les Yeux de la faim », puis, l'année suivante, elle fait paraître son troisième album intitulé Ce soir l'amour est dans tes yeux, consécration de sa carrière. Lancé dans un hôtel chic de Montréal, l'album est certifié or le jour de sa sortie, avec des ventes de 50 000 exemplaires propulsées par son premier extrait, Ce soir l'amour est dans tes yeux. L'album est rapidement certifié double platine, avec des ventes record dépassant les 200 000 copies. Cinq titres sont extraits de cet album et figurent rapidement parmi les succès de St-Clair. La chanteuse s'installe au sommet des palmarès pendant plusieurs mois. La pièce titre s'est logée en tête du palmarès québécois pendant 15 semaines, tandis que  Heureuse sans être amoureuse y est restée quatre semaines ; d'autres chansons clés sont Quand je tombe en amour, Plus près des étoiles (reprise du groupe Gold) et Dis-moi de revenir. Cette année-là, St-Clair remporte quatre statuettes au gala de l'ADISQ.
En plus de sa carrière solo, St-Clair devient choriste pour la formation montréalaise The Box sur leur album Closer Together ainsi que pour l'album Dubois de Claude Dubois, où elle interprète en duo avec lui quelques pièces dont Tu peux pas, Ti-Loup, Comme un voyou et Beau client. En 1988 sort le quatrième album de St-Clair, simplement intitulé Martine St-Clair, qui contient six autres succès d'envergure, dont :
- Au cœur du désert (J.V. Fournier, Martine St-Clair, J.A. Roussel)
- Monte monte (M.St-Clair, J.A. Fournier, J.A. Roussel)
- Danse avec moi (Luc Plamondon, J.A. Roussel)
- Folle de vous (Claude-Michel Schönberg)
- Tous les juke-box (Luc Plamondon, René Grignon)
- Comme avant (Claude-Michel Schönberg)

Pendant la promotion de cet album, Luc Plamondon offre à St-Clair de reprendre le rôle de Cristal dans la nouvelle version européenne de Starmania. Ne refusant pas cette occasion de se faire connaitre par le public français, elle part pour la France en tournée avec Starmania pendant plus d'un an. Elle en profite pour y enregistrer son cinquième album, sous la supervision de Marc Lavoine. Elle revient au Québec à la fin de 1989 et sort un nouvel extrait, qui est inclus dans son prochain album, lancé au printemps 1990. Le titre de la pièce est Désir égale danger, texte de Luc Plamondon et musique de Franck Langolff. Au début 1990, la chanteuse lance son cinquième album, Caribou, qui comporte six nouveaux succès. Lavez lavez est le premier extrait officiel et obtient une forte rotation sur toutes les radios québécoises. Les autres succès de cet album sont : Je ne sais plus comment je m'appelle, Seulement pour toujours, Je veux vous embrasser, Come Back et Femme fidèle.
St-Clair se repose pendant deux ans et revient à l'automne 1993 avec un album compilation, Un souffle de tendresse, qui inclut une chanson inédite, L'amour est loi, en duo avec Gino Vannelli ; il s'agit d'une reprise traduite en français d'un des anciens succès anglophones du chanteur. En 1996 sort le sixième album de St-Clair, Un long chemin, qui inclut cinq extraits radio. Deux chansons se hissent au sommet du palmarès québécois, soit le premier extrait, Usure des jours, ainsi que la pièce titre  Un long chemin. Les autres succès de cet album sont :  Ni plus ni moins, L'amour m'attend et L'Amour qui danse.
En 2001, St-Clair lance son septième album en carrière, Un bonheur fou, dont elle a composé plusieurs textes. L'album connait un succès relatif mais sans grande importance. Seul le premier extrait, Un jour, réussit à s'imposer lentement sur les ondes de certaines radios québécoises, contrairement aux deux autres extraits, Débranche (reprise de France Gall) et Mal d'aimer, qui ont pâtit du manque de promotion de l'album. En 2002, St-Clair fait partie de la troupe québécoise Les dix commandements. L'année suivante, elle devient comédienne dans le cadre d'une émission des Hommes en quarantaine présentée à Séries+, et elle anime l'histoire de l'année 1981 à Génération 80, émission consacrée aux années 1980 sur la chaine MusiMax.
Le 2 novembre 2004, St-Clair présente son tout nouvel album, intitulé Tout ce que j'ai, qui comprend 12 nouvelles chansons. C'est un album qui parle d'amour, de doute, d'espoir, de complicité et de la quête incessante du bonheur. Elle y écrit la plupart des textes et c'est son album le plus personnel en carrière. Trois titres en seront extraits, dont Rien dans les mains, Moon River et Amoureux fou. Elle fait par la suite plusieurs concerts intimes dans les églises pour être plus près de ses fans après plusieurs années d'absence sur scène. Entre les spectacles, elle enregistre une série de 13 émissions intitulées Beautés du monde, qui nous fait pénétrer dans l’univers fantastique des cosmétiques et des parfums. Cette émission est présentée au Canal Évasion. En 2008, elle enregistre la chanson Faut que j'me pousse pour un album hommage à Offenbach qui s'intitule Les jalouses du blues. En 2009, elle lance une compilation double, Entre vous et moi..., qui regroupe ses 29 ans de carrière avec trois nouvelles chansons, dont le premier extrait, Qui pourrait t'aimer mieux que moi.
En novembre 2021, St-Clair annonce la sortie de son premier album enregistré devant public, prévue pour l'automne 2022, qui fera le point sur ses 40 ans de carrière.

## Discographie

### Albums
1982 : Cœur Ordinateur
Contenu
- Pleure ma p'tite sœur (Paroles : Luc Plamondon Musique : Angelo Finaldi)
- Le fils de Superman (Parole s: Luc Plamondon Musique : Germain Gauthier)
- Un homme sentimental (Paroles : Luc Plamondon Musique : Germain Gauthier)
- Laisse tomber (Paroles : Luc Plamondon Musique : Angelo Finaldi)
- Oublie-moi (Paroles : Luc Plamondon Musique : Angelo Finaldi)

1984 : Il y a de l'amour dans l'air
Contenu
- Il y a de l'amour dans l'air (Claude-Michel Schönberg)
- On va s'aimer (Didier Barbelivien - Gilbert Montagné)
- Je l'aime (avec Nicole Martin) (Guy Trépanier)
- Je vis pour la vie
- Simplement
- Place au soleil
- Une grande histoire d'amour

1986 : Ce soir l'amour est dans tes yeux
Contenu
- Quand je tombe en amour
- Heureuse sans être amoureuse
- Plus près des étoiles
- Dis-moi de revenir

1988 : Martine St-Clair
Contenu
- Au cœur du désert (J.-V.Fournier-Martine St-Clair-Jean-Alain Roussel)
- Monte monte (Martine St-Clair-J.-V.Fournier-Jean-Alain Roussel)
- Danse avec moi  (Paroles : Luc Plamondon Musique : Jean-Alain Roussel)
- Folle de vous (Claude-Michel Schönberg)
- Tous les juke-box (Paroles : Luc Plamondon Musique : René Grignon)
- Comme avant (Claude-Michel Schonberg)

1990 : Caribou
Contenu
- Désir égale danger (Luc Plamondon-Franck Langolf)
- Lavez, lavez (Pierre Grillet/Marc Lavoine/Pascal Stive/Fabrice Aboulker)
- Je ne sais plus comment je m'appelle (P.Grillet/M.Lavoine-P.Stive/F. Aboulker)
- Seulement pour toujours (P.Grillet/M.Lavoine-P.Stive/F. Aboulker)
- Je veux vous embrasser
- Come back
- Femme fidèle

1996 : Un long chemin
Contenu
- Usure des jours
- Ni plus ni moins
- L'amour m'attend
- Un long chemin
- L'amour qui danse

2001 : Un bonheur fou
Contenu
- Un jour
- Débranche
- Mal d'aimer

2004 : Tout ce que j'ai
Contenu
- Rien dans les mains
- Moon River
- Amoureux fou

2011 : Martine fait son cinéma
Contenu
- Un jour il viendra mon amour (Paroles : Marcel Lefebvre Musique : François Cousineau)
- Smile (Paroles : John Turner et Geoffrey Parsons Musique : Charlie Chaplin)
- Un homme et une femme (Paroles : Pierre Barouh Musique : Francis Lai)
- Evergreen (Paroles : Paul Williams Musique : Barbra Streisand)
- Miss Sarajevo (Paroles et musique : U2 et Brian Eno (The Passengers))
- Calling you (Paroles et musique : Bob Telson)
- Parle plus bas (Speak Softly Love) (Paroles : Larry Kusik Musique : Nino Rota)
- Somewhere Over the Rainbow (Paroles : E. Y. Harburg Musique : Harold Arlen)
- Diamonds Are Forever (Paroles : Don Black Musique : John Barry)
- Mrs Robinson (Paroles et musique : Paul Simon)
- Love Me Tender (Paroles et musique : Elvis Presley et Vera Matson)
- Il était une fois dans l'Ouest (Musique : Ennio Morricone)

### Compilations
- 1985 : De Starmania à aujourd'hui
- 1988 : Mes plus belles chansons
- 1993 : Un souffle de tendresse (L'amour est loi (en duo avec Gino Vannelli))
- 2009 : Entre vous et moi... (Qui pourrait t'aimer mieux que moi)

### Singles
- 1981 : L'amour est mort (avec Gilbert Bécaud)
- 1981 :  Monopolis (Luc Plamondon-Michel Berger)
- 1981 : J'aime le dire
- 1982 : Pleure ma p'tite sœur (Luc Plamondon-Angelo Finaldi)
- 1982 : Un homme sentimental (Luc Plamondon-Germain Gauthier)
- 1983 : Le fils de Superman (Luc Plamondon-Germain Gauthier)
- 1983 :  Laisse tomber (Luc Plamondon-Angelo Finaldi)
- 1983 : Oublie-moi (Luc Plamondon-Angelo Finaldi)
- 1984 : Il y a de l'amour dans l'air (Claude-Michel Schonberg)
- 1984 : On va s'aimer (Didier Barbelivien - Gilbert Montagné)
- 1984 : Je l'aime (avec Nicole Martin)
- 1984 : Ohé Ohé (45-tours avec Normand Brathwaite et François Cousineau) – Chanson thème des fêtes du 450e anniversaire de la venue de Jacques Cartier au Canada
- 1985 : Je vis pour la vie
- 1985 : Simplement
- 1985 : Place au soleil
- 1985 :  Une grande histoire d'amour
- 1985 : Ce soir l'amour est dans tes yeux (Claude-Michel Schonberg)
- 1986 : Heureuse sans être amoureuse
- 1986 : Quand je tombe en amour
- 1986 : Plus près des étoiles
- 1987 : Dis-moi de revenir
- 1987 : Rendez-vous 87 (aussi connu sous le titre Viendrez-vous à mon Rendez-vous)
- 1987 : Tu peux pas (avec Claude Dubois)
- 1988 : Au cœur du désert
- 1988 : Monte monte (Martine St-Clair-J.-V.Fournier-Jean-Alain Roussel)
- 1988 : Danse avec moi  (Luc Plamondon-Jean-Alain Roussel)
- 1989 : Folle de vous (Claude-Michel Schonberg)
- 1989 : Tous les juke-box (Luc Plamondon -René Grignon)
- 1989 : Comme avant
- 1990 : Désir égale danger (Luc Plamondon-Franck Langolf)
- 1990 : Lavez, lavez (P.Grillet/M.Lavoine-P.Stive/F. Aboulker)
- 1990 : Je ne sais plus comment je m'appelle (P.Grillet/M.Lavoine-P.Stive/F. Aboulker)
- 1991 : Seulement pour toujours
- 1991 : Je veux vous embrasser
- 1991 : Come Back
- 1992 : Femme fidèle
- 1993 : L'amour est loi (avec Gino Vannelli)
- 1996 : Usure des jours
- 1996 : Ni plus ni moins
- 1996 : L'amour m'attend
- 1997 : Un long chemin
- 1997 : L'amour qui danse
- 2001 : Un jour
- 2001 : Débranche
- 2001 : Mal d'aimer
- 2004 : Rien dans les mains
- 2005 :  Moon river
- 2005 : Amoureux fou
- 2009 : Qui pourrait t'aimer mieux que moi

## Distinctions

### Gala de l'ADISQ
| Année | Catégorie                                      | Pour                                                                                     | Résultat   |
| ----- | ---------------------------------------------- | ---------------------------------------------------------------------------------------- | ---------- |
| 1981  | microsillon de l'année                         | Starmania made in Quebec (avec la troupe Starmania)                                      | nomination |
| 1981  | microsillon de l'année - rock                  | Starmania made in Quebec (avec la troupe Starmania)                                      | lauréat    |
| 1981  | révélation de l'année                          | Martine St-Clair                                                                         | lauréat    |
| 1981  | spectacle de l'année - musique et chansons     | Starmania made in Quebec (avec la troupe Starmania)                                      | lauréat    |
| 1983  | interprète féminine de l'année                 | Martine St-Clair                                                                         | nomination |
| 1985  | chanson de l'année                             | Il y a de l'amour dans l'air                                                             | nomination |
| 1985  | chanson de l'année                             | On va s'aimer                                                                            | nomination |
| 1985  | chanson de l'année                             | Je l'aime (avec Nicole Martin)                                                           | nomination |
| 1985  | interprète féminine de l'année                 | Martine St-Clair                                                                         | nomination |
| 1985  | microsillon de l'année                         | Il y a de l'amour dans l'air                                                             | nomination |
| 1985  | microsillon de l'année - pop                   | Il y a de l'amour dans l'air                                                             | nomination |
| 1986  | 45 tours le plus vendu                         | Ce soir l'amour est dans tes yeux                                                        | lauréat    |
| 1986  | chanson de l'année                             | Ce soir l'amour est dans tes yeux                                                        | lauréat    |
| 1986  | interprète féminine de l'année                 | Martine St-Clair                                                                         | lauréat    |
| 1986  | microsillon de l'année - pop                   | Ce soir l'amour est dans tes yeux                                                        | lauréat    |
| 1986  | spectacle de l'année - musique et chansons pop | Ce soir l'amour est dans tes yeux                                                        | nomination |
| 1988  | auteur-compositeur de l'année                  | Jean-Vincent Fournier, Jean-Alain Roussel et Martine St-Clair pour Au cœur du désert     | nomination |
| 1988  | chanson populaire de l'année                   | Au cœur du désert                                                                        | nomination |
| 1988  | interprète féminine de l'année                 | Martine St-Clair                                                                         | nomination |
| 1988  | microsillon de l'année - pop-rock              | Martine St-Clair                                                                         | nomination |
| 1989  | chanson populaire de l'année                   | Danse avec moi                                                                           | nomination |
| 1990  | chanson populaire de l'année                   | Désir = danger                                                                           | nomination |
| 1990  | interprète féminine de l'année                 | Martine St-Clair                                                                         | nomination |
| 1990  | microsillon de l'année - pop-rock              | Caribou                                                                                  | nomination |
| 1991  | chanson populaire de l'année                   | Je ne sais plus comment je m'appelle                                                     | nomination |
| 1994  | chanson populaire de l'année                   | L'amour est loi (avec Gino Vannelli)                                                     | nomination |
| 2019  | spectacle de l'année - interprète              | Entre vous et nous (avec Marie Michèle Desrosiers, Luce Dufault et Marie-Élaine Thibert) | nomination |

### Prix Juno[12]
| Année | Catégorie                      | Pour                              | Résultat   |
| ----- | ------------------------------ | --------------------------------- | ---------- |
| 1986  | interprète féminine de l'année | Martine St-Clair                  | nomination |
| 1986  | chanson de l'année             | Ce soir l'amour est dans tes yeux | nomination |

### Prix MetroStar
| Année | Catégorie                   | Pour                              | Résultat   |
| ----- | --------------------------- | --------------------------------- | ---------- |
| 1986  | chanteuse de l'année        | Martine St-Clair                  | lauréat    |
| 1986  | chanson de l'année          | Ce soir l'amour est dans tes yeux | lauréat    |
| 1986  | la MetroStar 86             | Martine St-Clair                  | lauréat    |
| 1987  | chanteuse de l'année        | Martine St-Clair                  | nomination |
| 1988  | chanteuse de l'année        | Martine St-Clair                  | nomination |
| 2005  | Le Métrostar spécial 20 ans | Martine St-Clair                  | nomination |